# Ricardo Rosales
Ricardo Emanuel Rosales (Ciudad de Mendoza, Mendoza, Argentina; 6 de junio de 1993) es un futbolista argentino. Juega como mediocampista en Club Deportivo Lintz de la ANFA de la Región de los Lagos Chile.

## Trayectoria
Ingresó a las inferiores de Godoy Cruz en 2009, aunque anteriormente había sido miembro de las infantiles de Boca Juniors e Independiente de Avellaneda. Durante los siguientes cinco años continuó con la reserva del cuadro Bodeguero, y a partir del segundo semestre de 2014 comenzó a entrenarse con el primer plantel de Godoy Cruz, aunque no alcanzó a debutar en Primera División.
Ricardo Rosales se dio el gusto de vestir los colores de la Selección Argentina Sub-20 dirigida por Marcelo Trobbiani, pero no logró jugar el Sudamericano Sub-20 de 2013 en Argentina.
El 29 de enero de 2013 se anunció que el Motagua de Honduras adquiere en un 50% sus servicios deportivos por un lapso de seis meses. Debutó para Motagua el 22 de febrero de 2015, en un juego frente al Honduras Progreso que finalizó 3 por 1 a favor de su equipo. En aquel partido ingresó de cambio al minuto 81 por su compañero Carlos Discua. El 18 de marzo de 2015, anotó su primer gol para Motagua en la victoria 4-1 sobre Atlético Olanchano, en juego disputado por la tercera fase de la Copa de Honduras 2015. Anotó su primer gol de liga el 5 de abril de 2015, en la goleada 3-0 frente a Marathón. 
Luego de su paso por Motagua regreso a Godoy Cruz quien era dueño de su pase, pero le informaron que no iba a ser tenido en cuenta por el cuerpo técnico, tuvo pasos por Huracán Las Heras, Gutiérrez S.C. y F.A.D.E.P.. Finalmente sería el club Luján Sport Club de Mendoza quien compraría el pase del jugador. Tras una buena campaña en el conjunto "Granate" llamaría la atención de varios clubes del Ascenso Argentino, entre unos de los más interesados se encontraba el club All Boys que disputaba la B Nacional en ese momento.
En 2018 se convierte en nuevo jugador de All Boys, proveniente de Luján Sport Club de Mendoza. Hacia finales de 2019 fue confirmado como nuevo jugador del Cobreloa de la Primera B de Chile. En marzo de 2021 es anunciado como nuevo jugador de Unión San Felipe, para luego pasar en febrero de 2022 a Deportes Puerto Montt, finalmente queda libre en el 2023, luego de descender de categoría con el club.

## Clubes
| Club                  | País      | Año       | Partidos | Goles |
| --------------------- | --------- | --------- | -------- | ----- |
| Motagua               | Honduras  | 2015      | 11       | 5     |
| Huracán Las Heras     | Argentina | 2016      | 6        | 2     |
| Gutiérrez SC          | Argentina | 2016-2017 | 11       | 4     |
| Luján SC              | Argentina | 2017      | 17       | 3     |
| All Boys              | Argentina | 2018-2019 | 10       | 1     |
| San Miguel            | Argentina | 2019      | 12       | 3     |
| Cobreloa              | Chile     | 2020-2021 | 12       | 0     |
| Unión San Felipe      | Chile     | 2021      | 18       | 2     |
| Deportes Puerto Montt | Chile     | 2022-2023 | 0        | 0     |
| Huracán Las Heras     | Argentina | 2024      |          |       |
| Provincial Osorno     | Chile     | 2024-Act. |          |       |